# Edmund Kemper
Edmund Emil Kemper III (* 18. prosince 1948, Burbank, USA), též známý jako Big Ed, The Co-ed Butcher nebo The Co-ed Killer, je americký sériový vrah a nekrofil, který vraždil v první polovině sedmdesátých let v Kalifornii. Svou zločineckou dráhu nastoupil ve svých patnácti letech, kdy zabil své prarodiče. Později v okolí Santa Cruz zavraždil šest stopařek. V dubnu 1973 zavraždil svou matku a její přítelkyni a několik dní nato se sám přihlásil na policii.
Edmund Kemper je známý svou působivou tělesnou výškou (206 cm), hmotností (140 kg) a inteligencí, která převyšuje hodnotu IQ 140. Tyto jeho vlastnosti dávaly obětem pouze malou šanci se mu ubránit.

## Mládí
Edmund Kemper se narodil 18. prosince 1948 Edmundu Emilu Kemperovi mladšímu (1919 – 1985) a Clarnell Stageové (1921 – 1973). Byl velice všímavým dítětem, ačkoli vykazoval známky antisociálního a psychopatického chování, například týrání zvířat – ve svých třinácti letech průkazně uškrtil kočku. Jiná zvířata zaživa pohřbíval a poté vyhrabával, aby je podrobil dalšímu mučení. S panenkami své sestry prováděl bizarní sexuální orgie.
Kemperův silný vztah s otcem byl narušen roku 1957, kdy se rodiče rozvedli a on byl dále vychováván pouze svou matkou ve městě Helena. Vztah Clarnell k synovi byl značně dysfunkční, matka byla alkoholička, mladého Edmunda neustále ponižovala a slovně napadala. Z obav o to, že by mohl znásilnit svou starší sestru, musel často přespávat v zamčeném sklepě. Je potvrzeno, že matka trpěla hraniční poruchou osobnosti.
Roku 1963 utekl Edmund Kemper za svým otcem do Kalifornie a zjistil, že se otec znovu oženil a s druhou manželkou má syna. Přebýval zde pouze krátkou dobu, než jej otec poslal zpět do Montany. Clarnell ovšem nestála o to, aby její syn bydlel v jejím domě a poslala Edmunda bydlet k jeho prarodičům Edmundu a Maude Kemperovým na ranč v Kalifornii.

## První vraždy
První osobou zavražděnou Edmundem Kemperem byla jeho vlastní babička. Zabil ji 27. srpna 1964. Ten den seděla Maude Matilda Hughey Kemperová na zahradě a pracovala na své další knize pro děti. Následně se začala se svým vnukem hádat a on ji střelil do hlavy. Podle některých zdrojů ji po zastřelení pobodal kuchyňským nožem. Později ten den zastřelil také svého dědečka Edmunda Emila Kempera, který se zrovna vrátil domů z nákupu. Po obou vraždách zavolal své matce, která jej přesvědčila, aby se přiznal policii. Při pozdějším výslechu uvedl, že prarodiče zabil proto, že chtěl vědět, jaké to je zabít svou babičku. Dědečka pak podle svých slov zabil proto, že by byl určitě naštvaný, kdyby zjistil, co udělal babičce.
Ve svých patnácti letech byl umístěn do Atascadero State Hospital, kde se spřátelil se svým psychologem a stal se jeho asistentem. Podle testů, které byly v nemocnici prováděny, bylo v té době jeho IQ 136. Při pozdějším měření v dospělosti mu byla naměřena hodnota IQ 145. V roce 1969, po necelých pěti letech, byl propuštěn na svobodu a v rozporu s přáním některých lékařů byl předán do péče své matky.

## Pozdější vraždy
V období mezi květnem 1972 a dubnem 1973 zabil Edmund Kemper šest studentek, svou matku a její nejlepší přítelkyni Sally Hallettovou. Na lov svých obětí vyrážel často po hádce se svou matkou a za své oběti si vybíral výhradně stopařky, které zavezl na odlehlé místo a zabil (udusil, uškrtil nebo zastřelil). Následně těla převezl do svého bytu, kde znásilňoval odřezané hlavy a těla a poté je pitval.
Během vraždění se snažil být neustále krok před vyšetřovateli – pravidelně navštěvoval bar The Jury Room, kde se seznámil s několika policisty, kteří na případu pracovali. Nikdo z jeho přátel nepojal žádné podezření a s Kemperem otevřeně probírali průběh vyšetřování.

### Mary Ann Pesceová a Anita Luchessaová
Dne 7. května 1972 projížděl Kemper přes Berkeley, kde vzal do svého vozu dvě stopující osmnáctileté studentky a slíbil jim, že je zaveze na Stanfordovu univerzitu. Po hodině jízdy si poblíž Alamedy vyhlédl odloučené místo, na kterém obě dívky uškrtil.
Obě těla poté naložil do automobilu a odvezl je do svého bytu, kde s nimi pořídil několik pornografických fotografií. Po vyfotografování těla rozřezal a uložil do plastových pytlů, které nechal pohozené blízko hory Loma Prieta. Hlavy Mary Ann Pesceové i Anity Luchessaové orálně znásilnil a hodil do strže.

### Aiko Koo
Večer 14. září 1972 vzal Kemper další stopařku – patnáctiletou Aiko Koo, která potřebovala odvoz na hodinu tance, jelikož jí právě ten den ujel autobus. Kemper na dívku během jízdy namířil zbraň, zastavil u krajnice, dívku zabil a mrtvé tělo znásilnil.

### Cindy Schallová
Devatenáctileté studentce Cindy Shallové zastavil Edmund Kemper 7. ledna 1973 blízko Cabrillo College. Zavezl ji na odlehlé místo v lese a tam ji zastřelil pistolí ráže .22. Po vraždě naložil tělo do kufru automobilu a jel zpět do domu své matky. Tělo ukrýval po celou noc ve svém pokoji, takže měl dostatek času na nalezení a vytáhnutí kulky a dekapitaci mrtvoly. Odřezanou hlavu zakopal na zahradě tak, aby obličejem směřovala k ložnici jeho matky. Později u výslechu prohlásil, že to udělal proto, že matka vždy chtěla, aby k ní lidé vzhlíželi. Tělo Cindy Shallové rozřezal na několik kusů, které, stejně jako v případě prvních dvou stopařek, naházel do strže.

### Rosalind Thorpová a Alice Liu
Po hádce se svou matkou 5. února 1973 se Edmund Kemper vydal najít další oběť. V kampusu univerzity v Santa Cruz narazil na čtyřiadvacetiletou Rosalind Thorpovou a třiadvacetiletou Alici Liu. Podle Kemperovy výpovědi nastoupila Rosalind do Kemperova automobilu jako první, čímž dodala druhé z žen odvahu a ta nastoupila také. Krátce poté, co opustili univerzitu, Kemper obě ženy zastřelil, těla zabalil do plachty a umístil na zadní sedadlo automobilu. Obě těla sexuálně zneužil. Druhý den mrtvoly rozřezal a odvezl do oblasti Eden Canyon blízko San Francisca, kde byly o týden později nalezeny.

### Clarnell Strandberg Kemperová a Sally Hallettová
Na Velký pátek (20. dubna) 1973 večer čekal Kemper doma na svou matku. Během čekání usnul a byl vzbuzen až jejím příchodem z večírku. Když si matka sedla na postel a začala číst knihu, všimla si, že Kemper vstoupil do její ložnice. Clarnell se syna zeptala, jestli plánuje být celou noc vzhůru, Edmund jí odpověděl, že ne, popřál jí dobrou noc a ubil ji tesařským kladivem. Z mrtvoly odřezal hlavu, kterou orálně sexuálně zneužil a poté použil jako terč na šipky. Z mrtvého těla vyřezal také hlasivky a vhodil je do drtiče odpadu. Drtič však hlasivky nerozmělnil a ty vypadly zpět do dřezu.
| „                                                                    | Vzhledem k tomu, že mi celá léta nadávala a křičela na mě, se mi to zdálo odpovídající. | “ |
| — vyjádření Edmunda Kempera k tomu, co udělal s matčinými hlasivkami |                                                                                         |   |

Po zavraždění své matky pozval do domu její přítelkyni, devětapadesátiletou Sally Hallettovou, kterou ihned po příchodu uškrtil. Krátce po tomto činu opustil dům a odjel východním směrem z Kalifornie přes Nevadu a Utah až do Puebla v Coloradu. Když nezaslechl v rádiu žádné zprávy o svých kriminálních činech, našel telefonní budku a zavolal na policii. Během telefonátu se přiznal k vraždě své matky a Sally Hallettové. Službu konající operátor však jeho přiznání nebral vážně a sdělil Kemperovi, že má zavolat později. Několik hodin nato zavolal Kemper znovu a vyžádal si k telefonu policistu, kterého osobně znal a tomu se znovu přiznal ke vraždě matky a její přítelkyně. O vraždách ostatních šesti žen se však nezmínil, k těm se přiznal až později během výslechu. Po přiznání čekal Kemper ve svém autě na příjezd policie a své zatčení.

## Vězení

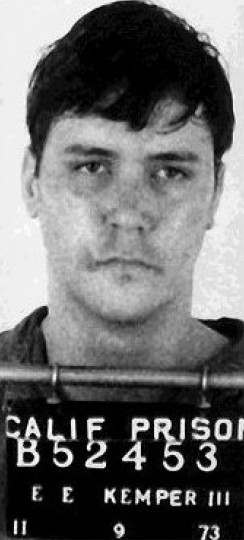
Kemperova fotografie z vězení (1973).

Během procesu použil Kemper na svou obhajobu svůj psychický stav, svou nepříčetnost. I přesto však byl v listopadu 1973 uznán vinným z osminásobné vraždy. Požadoval pro sebe trest smrti, byl však odsouzen k doživotnímu vězení bez možnosti prominutí trestu.
Edmund Emil Kemper si odpykává svůj trest ve věznici California Medical Facility ve Vacaville v Kalifornii.
V době vražd Edmunda Kempera se v Santa Cruz pohyboval další sériový vrah, Herbert Mullin. Jiný vrah, John Linley Frazier, vyvraždil rodinu očního chirurga Victora Ohty. Santa Cruz v té době získalo přezdívku „Světové hlavní město vrahů“.